# Petrell de les Fiji
El petrell de les Fiji (Pseudobulweria macgillivrayi) és un ocell marí de la família dels procel·làrids (Procellariidae) conegut per uns pocs individus observats o capturats a les illes Fiji.